# 21416 Sisichen
21416 Sisichen è un asteroide della fascia principale. Scoperto nel 1998, presenta un'orbita caratterizzata da un semiasse maggiore pari a 2,4136449 UA e da un'eccentricità di 0,1513183, inclinata di 6,51612° rispetto all'eclittica.